# AGM-45百舌鸟导弹
AGM-45百舌鸟是美国研制的一款反辐射导弹，旨在追踪敌方防空雷达。

## 沿革
- 1963年由美國海军中国湖空中武器站于开发，是用AIM-7麻雀导弹加上一个搜索雷达的导引头而成。
- 1992年自美軍除役[1]，以色列空军的退役时间则不清楚。

## 後繼型號
- AGM-78標準反輻射飛彈
- AGM-88高速反輻射飛彈
- AGM-122佩劍反輻射飛彈（英语：AGM-122）

## 衍生型號
以色列国防军开发了一种能在地上发射的版本，可装在從M4雪曼坦克改造的自行火炮“Kilshon”（希伯莱语的三叉戟 ）上。